# 猴在中国文化中的角色
猴和猿，尤其是猕猴和长臂猿，两千多年以来一直在中国文化中扮演着重要角色。对英语使用者来说，熟悉的例子包括十二生肖中的猴年，小说西游记中的猴王孙悟空和猴拳等。
秦始皇祖母陵中曾發現過陪葬的長臂猿，而該隻長臂猿後來被發現是新物種，並被命名為帝國君子長臂猿。

## 命名
汉语中具有不计其数的词语表示猴和猿的含义。一些词语的含义随时间而演变，用于指代不同的猿猴。例如在中文中，猩猩一词原本的含义是人脸猪身的怪物。
在汉字分类中，几乎所有表示猿猴的词语—除夒 (náo) 和禺（yú）最初是猴的象形符号之外—都是形声字。这些字由一个大致表示语义范围的部首，通常是表示狗和四足行走动物的犭和一个暗示读音的声旁组成。

### 夒

夒的甲骨文（商代）

夒的金文（春秋）

夒的篆书

夔的篆书

在汉语书面语的历史语料库中，夒是第一个出现的表示 “猴” 的字，经常出现在（公元前 14-公元前 11 世纪）商代的甲骨文中。这个表示 “猴” 的甲骨文象形符号展现了它的头，臂，腿，和很短的尾部，後來後頭類化爲「頁」或「目」，㺅尾類化爲「已」或「巳」，「又」或「爪」訛爲「夊」，手變成了足。不遅于春秋時代，「夒」的構形已和小篆相同。可以和夔（kuí）一种想象中的人面猴身或者人面龙身的怪物” 的篆书做一个比较。后者字形上类似夒，但是在其头部具有类似较长毛发的形状。
这个字形复杂的汉字夒 “猴” 有一个早期的变体獿（náo，以犬部作为形旁，夒作为声旁），和一个在现代用法中更为普遍的猱（náo）“猴”（部首相同，但声旁是柔）。
nao < *nû 夒 / 猱的词源 (Schuessler 2007:397) “难以找到”，可能与Proto-Mon–Khmer的 *knuuy “猕猴; 猴” 或者原始藏缅语的 *mruk 有关; 参见下文 *ŋoh 禺。
最早的汉字词典，(公元前 121 年的) 说文解字把夒定义为 “貪獸也一曰母猴似人”。见下文母猴章节。
诗人李白在其诗歌《白马篇》中提到猱生活在位于中国北部，接近当时首都长安的太行山脉：但应注意到根据上下文，该文献来源只表明在西汉时期的暂时性分布。(Sun 1982:82-85)

### 禺
禺 “猴” 出现于 (公元前 11-公元前 3 世纪) 周朝的青铜器中，表示为具有头，臂和尾部的象形符号。在传统中国历法中，禺 (上午 9 点到 11 点) 是白天的五更之中的第二更。番禺是广州市的一个区。

## 藝術
猿猴在中國文學中是一個重要的題材，有許多象徵意義。從楚辭到李白、杜甫和王維等人的唐詩中都可見其蹤影，在明朝成書的《西遊記》中，主角孫悟空是一隻猴子。猿猴也常出現在水墨畫和工筆畫中。